# 伊那電気鉄道デキ20形電気機関車
伊那電気鉄道デキ20形電気機関車（いなでんきてつどうデキ20がたでんききかんしゃ）は、伊那電気鉄道（現在のJR東海飯田線の一部）が1929年（昭和4年）に新製した直流用電気機関車である。
保有事業者である伊那電気鉄道の戦時買収・国有化に伴って本形式も国有鉄道（鉄道省）籍へ編入され、戦後、ED33形と改番された。

## 概要
1929年（昭和4年）11月に芝浦製作所（主要機器製造を担当）・汽車製造（車体製造を担当）においてデキ20形20・21の2両が新製された。
既に在籍したデキ1形・デキ10形の2形式の電気機関車がいずれも運転室前後に機械室（ボンネット）を備える凸形車体であったのに対し、本形式は鉄道省が保有するゼネラル・エレクトリック (GE) 製の電気機関車であるED11形・ED14形を設計の基本としたデッキ付箱形車体を備える点が異なる。
前後妻面の中央部に乗務員扉を備え、その両脇に砂箱への砂補充口が上向きで設置された点が外観上の特徴である。また当時新製された私鉄向け電気機関車としては比較的大出力の150kW級主電動機（端子電圧540V時）を4基搭載し、1両あたりの定格出力は600kWとなり、デキ1形（定格出力340kW）・デキ10形（同320kW）と比較して2倍弱の出力特性を備える強力機であった。その他重連総括制御装置を搭載した。
集電装置は菱形パンタグラフを1両当たり2基搭載、連結器は上作用式の並形自動連結器を前後エンドに装備し、連結器周辺には空気制動用繋ぎ管のほか、重連運用時に使用する各種引き通し線を備える。

## 導入後の変遷
1943年（昭和18年）の伊那電気鉄道の戦時買収に際して、本形式も鉄道省籍へ編入され、当初は原番号・原形式のまま運用された。1952年（昭和27年）に実施された車両称号規程改正に際して、本形式はED33形ED33 1・ED33 2と改番されたが、1961年（昭和36年）10月にはED26形（2代）ED26 11・ED26 12と再び改番された。
その間、架線電圧1,200V規格であった旧伊那電気鉄道が保有する路線について、国有化後に1,500V昇圧工事が実施され、本形式も昇圧対応改造を施工したが、その際一部の主要機器については国鉄制式機器に換装され、同時に重連総括制御装置は撤去された。
本形式は竣功から最晩年まで終始伊那松島機関区に配置されて飯田線で運用され、また前述のとおり国鉄ED11形・ED14形を模して設計・製造された本形式は、国有化された私鉄が保有した電気機関車、いわゆる「買収電気機関車」としては最も遅くまで日本国有鉄道（国鉄）に在籍したが、1973年（昭和48年）に2両とも廃車となった。廃車後はいずれも解体処分され、現存しない。